# Batis minor
El batis carinegro (Batis minor) es una especie de ave paseriforme de la familia Platysteiridae propia de África Oriental. Anteriormente se consideraba conespecífico del batis de Erlanger (Batis erlangeri).

## Distribución y hábitat
Se en el sur de Somalia y el este de Kenia y Tanzania. Sus hábitats naturales son los bosques secos tropicales y la sabana húmeda.